# Succinea forsheyi
Succinea forsheyi är en snäckart som beskrevs av I. Lea 1864. Succinea forsheyi ingår i släktet Succinea och familjen bärnstenssnäckor. Inga underarter finns listade i Catalogue of Life.